# Parc national de Femundsmarka
Le parc national de Femundsmarka est un parc national dans les comtés d'Innlandet et de Trøndelag créé en 1971 en Norvège. Le paysage est en grande partie constitué de marais et de lacs (il est adjacent au deuxième plus grand lac naturel de Norvège, Femunden). C’est une destination populaire pour le canoë et la pêche. D'une superficie de 573 km², le parc a été créé en 1971 pour protéger le lac et les forêts qui s’étendent vers l’est jusqu’en Suède. En effet, les paysages ici sont plus suédois en apparence que norvégiens. La forêt est clairsemée et se compose de pins escarpés et de bouleaux.

## Faune
Le parc a longtemps été une source de faucons à utiliser dans le sport européen et asiatique de la fauconnerie et plusieurs endroits du parc sont connus sous le nom de Falkfangerhøgda, ou « hauteur des chasseurs de faucons ». Il y a aussi des rennes sauvages qui paissent dans les hauteurs et, en été, un troupeau d’environ 30 bœufs musqués erre dans la région le long des rivières Røa et Mugga (en hiver, ils migrent vers la région de Funäsdalen). Ce groupe s’est séparé d’un troupeau plus âgé dans la région de Dovrefjell et a migré ici. 

## Galerie

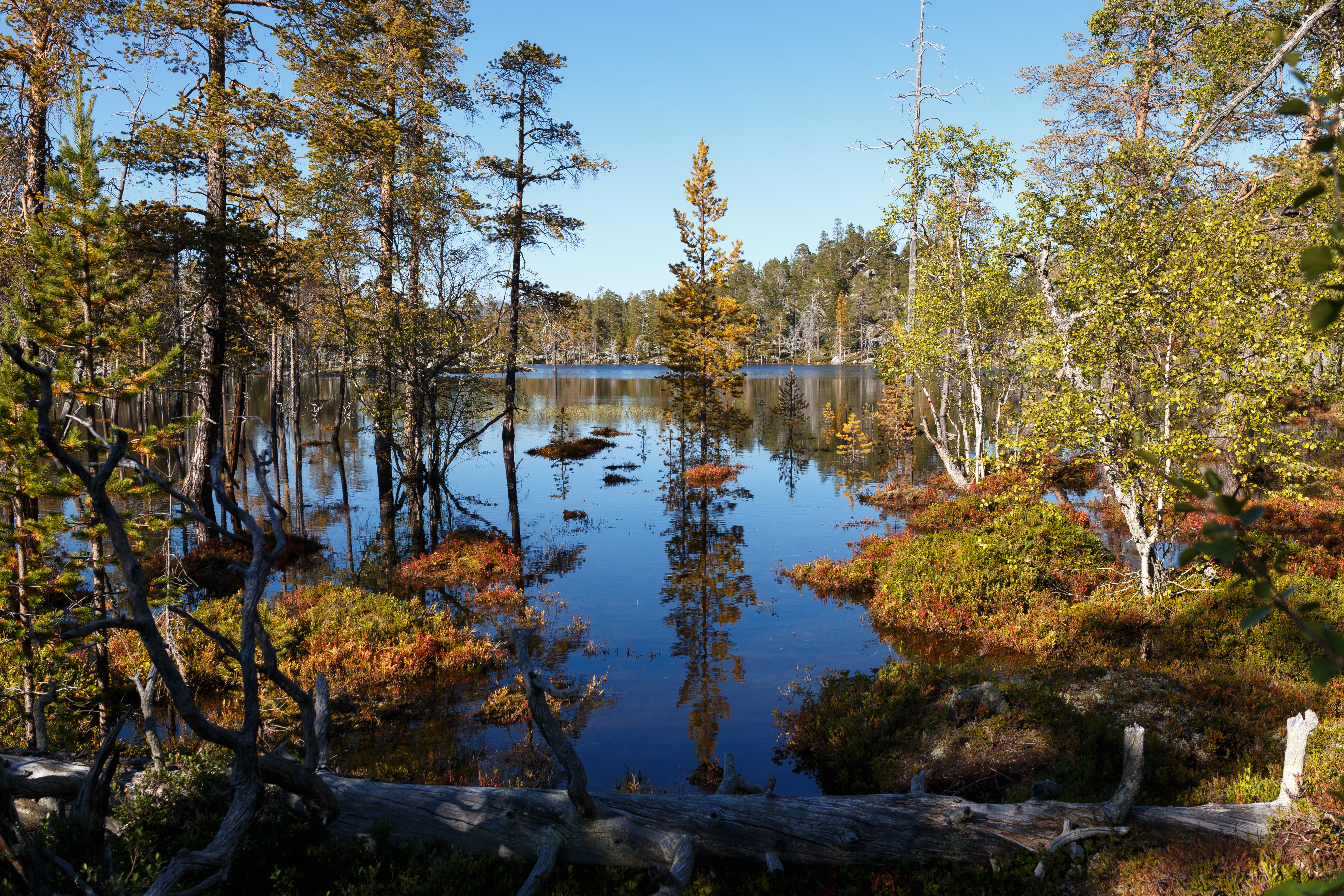
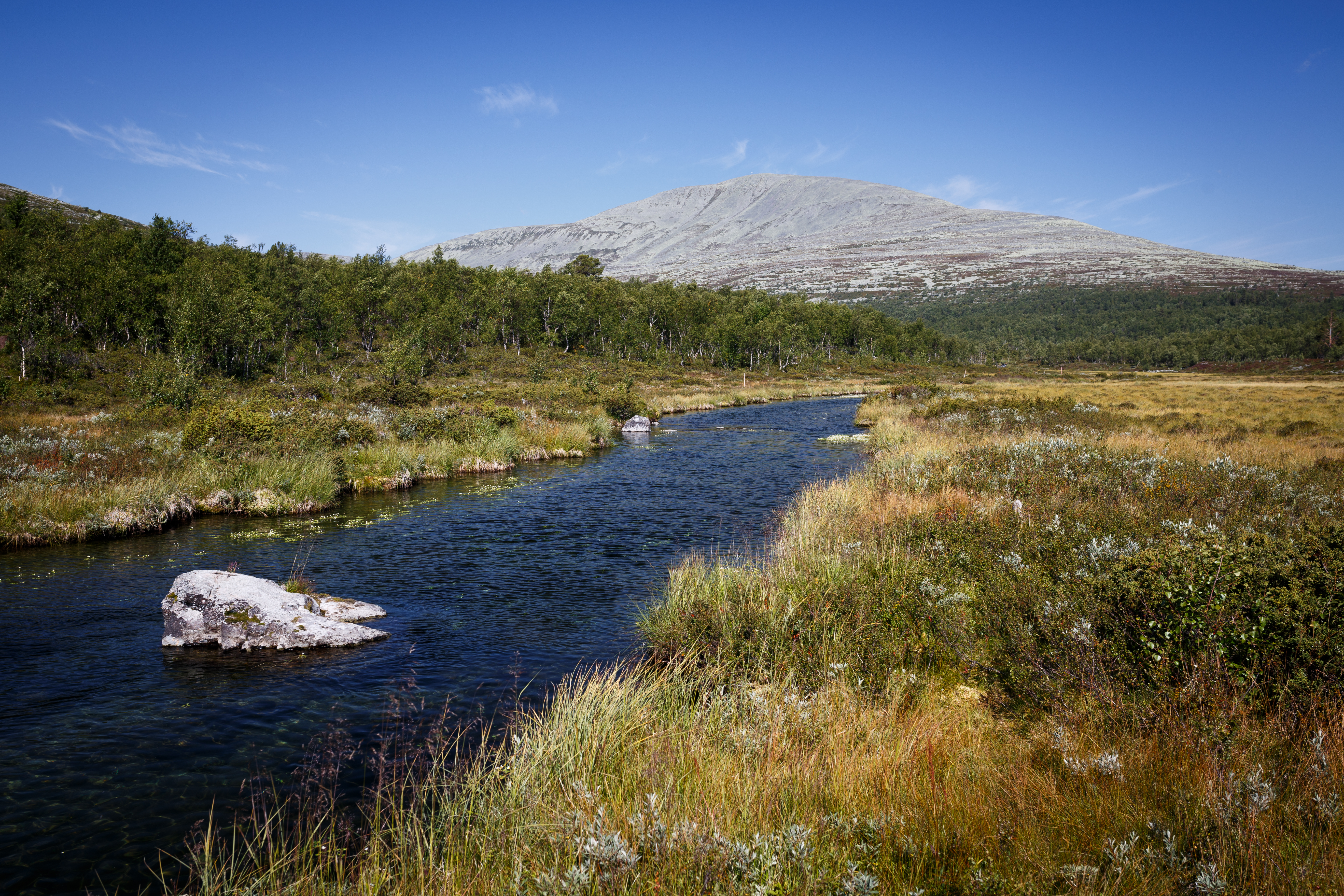
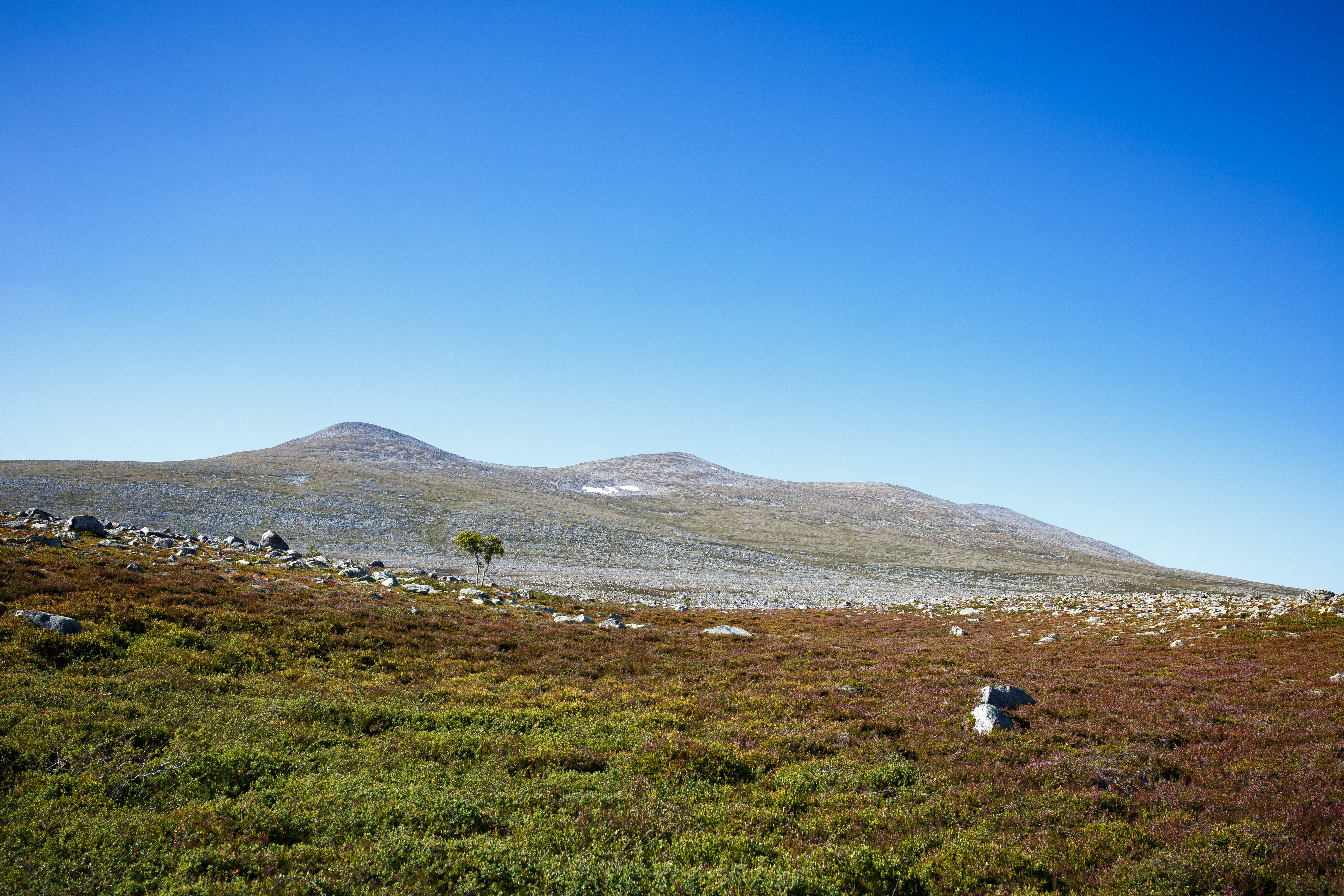
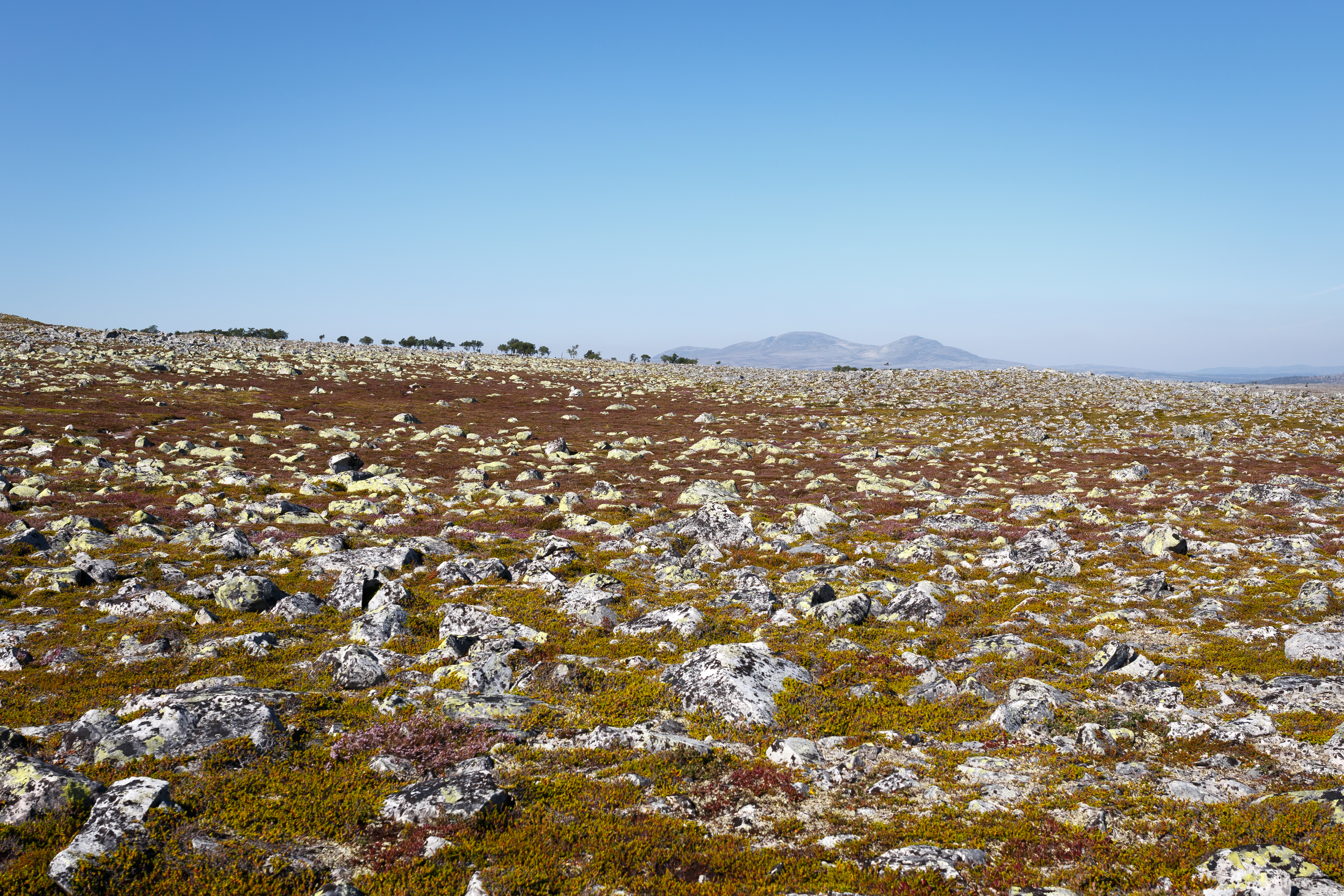